# Comuna Chișla-Nedjimeni, Chelmenți
Chișla-Nedjimeni (în ucraineană Оселівка, transliterat: Oselivka) este o comună în raionul Chelmenți, regiunea Cernăuți, Ucraina, formată din satele Chișla-Nedjimeni (reședința) și Crocva.

## Demografie
Componența lingvistică a comunei Chișla-Nedjimeni
     Ucraineană (99,17%)
     Alte limbi (0,82%)
Conform recensământului din 2001, majoritatea populației comunei Chișla-Nedjimeni era vorbitoare de ucraineană (99,17%), existând în minoritate și vorbitori de alte limbi.